# Produktionsfaktorer
Produktionsfaktorer är en nationalekonomisk term för de medel som behövs för att producera varor och tjänster. Produktionsfaktorerna indelas traditionellt i tre huvudgrupper: arbete, kapital och naturresurser och de prissätts på faktormarknader.
Naturresurser används som beteckning på alla typer av naturtillgångar som finns. Resurserna är knappa, begränsade. Kapital används sedan 1700-talet nästan uteslutande som beteckning på realkapital vilket kan delas upp i fast och rörligt realkapital. Ett kapital är till exempel alla byggnader och maskiner som byggts av naturresurser. Humankapital eller utbildning är de kunskaper och färdigheter som kan skapa och driva kapital eller bidra till produktionen. Dessa förhållanden illustrerar svårigheterna med att exakt definiera varje produktionsfaktor.
Termen är besläktad med det marxistiska begreppet produktionsmedel, men begreppet "produktionsfaktor" innefattar även ekonomiskt kapital och humankapital (arbetskraft, organisation och affärskunskap (know-how)).
KANOUT är ett typiskt begrepp för produktionsfaktorer och beskriver dess olika delar mer detaljerat. Det är även relativt lätt att komma ihåg:
- Kapital – enheter som man kan utvinna något av (realkapital)
- Arbetskraft – till exempel anställda människor
- Naturresurser – tillgångar i naturen.
- Organisation – administration, system etc.
- Utbildning – förmåga att lära upp (humankapital)
- Teknik – påverkar organisation, kan effektivisera arbetskraft och utveckla kapital

Även begreppen realkapital, humankapital och finanskapital ingår i KANOUT.